# Liczba Galileusza
Liczba Galileusza (Ga) – bezwymiarowa liczba, charakteryzująca stosunek sił ciężkości do sił lepkości.

## Definicja
Liczba Galileusza zdefiniowana jest jako:
{\displaystyle \mathrm {Ga} =\mathrm {Re^{2}/Fr} ={\frac {g\rho ^{2}l^{3}}{\mu ^{2}}},}
gdzie:
- {\displaystyle \mathrm {Re} } – liczba Reynoldsa: {\displaystyle \mathrm {Re} ={\frac {\rho vl}{\mu }};}
- {\displaystyle \mathrm {Fr} } – Liczba Froude'a: {\displaystyle \mathrm {Fr} ={\frac {v^{2}}{gl}};}
- {\displaystyle g} – przyspieszenie ziemskie ({\displaystyle g\approx 9{,}81} m/s²);
- {\displaystyle \rho } – gęstość (kg/m³);
- {\displaystyle l} – wymiar charakterystyczny zagadnienia (m);
- {\displaystyle \mu } – lepkość (Pa·s).